# Biserica Sfântul Ilie din Sfântu Ilie
Biserica "Sfântul Ilie" din Sfântu Ilie este o biserică ctitorită în anul 1488 de către domnitorul Ștefan cel Mare în satul Sfântu Ilie din comuna Șcheia (județul Suceava). Ea se află situată la o distanță de 1,5 km nord-vest de municipiul Suceava. Această ctitorie a funcționat ca mănăstire de călugări până la 29 aprilie 1785 când a fost desființată de austrieci, iar biserica mănăstirii a devenit biserică parohială. 
Ansamblul Bisericii "Sf. Ilie" din Sfântu Ilie a fost inclus pe Lista monumentelor istorice din județul Suceava din anul 2015, având codul de clasificare cod LMI SV-II-a-A-05638  și fiind format din 3 obiective:
- Biserica "Sf. Ilie" - datând din anul 1488 și având codul SV-II-m-A-05638.01
- Clopotnița - datând din secolele XV-XVIII și având codul SV-II-m-A-05638.02
- Zidul de incintă - datând din secolele XV-XVIII și având codul SV-II-m-A-05638.03

## Istoric

### Funcționarea ca mănăstire
Pe locul actualei biserici, după cum au dovedit cercetările arheologice efectuate la sfârșitul secolului al XX-lea, a existat o construcție de lemn pe temelie de piatră care a fost distrusă posibil în urma unui incendiu. Arheologul Paraschiva-Victoria Batariuc presupune că ar fi vorba de vechea mănăstire cu hramul Sfântul Ilie Tesviteanul menționată într-o însemnare în limba slavonă anterioară anului 1443 făcută pe un codex care a aparținut cardinalului Ioan de Ragusa și lăsat prin testament, după moartea acestuia, în 1443, bibliotecii Universității din Basel. Profesorul Petre S. Năsturel a avansat ipoteza că această mănăstire ar fi fost construită de domnitorul Iliaș (1432-1433, 1435-1442), fiul și succesorul domnitorului Alexandru cel Bun. 
Biserica Sfântul Ilie din Sfântu Ilie a fost construită în anul 1488 de către domnitorul Ștefan cel Mare. Deasupra ușii de intrare în pronaos se află o pisanie cu următorul conținut: "Io Ștefan Voievod, fiul lui Bogdan Voievod, domn [al] Țării Moldovenești, am zidit acest hram (casă) în numele Sfântului Prooroc Ilie; și s-a început în anul 6996 (=1488), luna mai 1; și s-a sfârșit în același an, octombrie 15".  
Inițial, aici au fost mănăstire și școală de pregătire teologică. Localitatea care s-a format în jurul bisericii a luat denumirea de Sînt-Ilie, după hramul bisericii. 
Biserica a fost reparată și zugrăvită în secolul al XVII-lea de mitropolitul Varlaam Moțoc (1632-1653). Arheologii presupun că atunci au fost realizate lucrări la fundație, s-au construit doi contraforți pe laturile de nord și de sud în dreptul zidului despărțitor al pronaosului, s-a modificat paramentul în zona colțurilor cu pietre de talie de formă geometrică și s-a realizat decorul de cărămizi paralelipipedice smălțuite. 
Edificiul a suferit pagube în timpul luptelor moldovenilor cu polonii lui Ioan III Sobieski. Apoi, în 1702, "tămplându-se răscoale în țară și fiindu atătea răutăți atățea ani, s-au pustiitu acia mănăstiria, răschirându-să călugării într-alte părți".  Biserica a fost înzestrată cu icoane împărătești zugrăvite în anul 1708 la Moscova. 
Unii călugări de aici au copiat manuscrise liturgice, aici aflându-se un exemplar din Divanul sau gâlceava înțeleptului cu lumea al lui Dimitrie Cantemir din 1698, cumpărat de mănăstire și în care diverși cititori au consemnat evenimente contemporane.  Printre egumenii mănăstirii pot fi menționați Isaia Nacu (în jurul anului 1702) și Gheorghe Abăza (1715-1721). 
În anul 1775, Imperiul Habsburgic a ocupat nordul Moldovei, teritoriu pe care l-a denumit Bucovina. Autoritățile ocupante austriece au desființat majoritatea mănăstirilor din Bucovina, menținând doar trei dintre acestea: Dragomirna, Putna și Sucevița. În ședința Consistoriului Episcopiei de Rădăuți din 27 februarie 1784, episcopul Dosoftei Herescu și-a dat asentimentul pentru desființarea mănăstirilor Pătrăuți, Ilișești și Sf. Ilie, precum și a tuturor schiturilor.  Ctitoria lui Ștefan cel Mare de la Sfântu Ilie a funcționat ca mănăstire de călugări până la 29 aprilie 1785 când a fost desființată de austrieci, iar biserica mănăstirii a devenit biserică parohială. 
La acel moment, Mănăstirea „Sf. Ilie” deținea în Bucovina următoarele sate: Sfântu Ilie, cu o moară și o pădure de stejar; ½ Costâna cu pădure de stejar; ½ Milișăuți; Satu Mare cu o moară; Florinta și Gropile. În Moldova, mănăstirea deținea doar satul Hodora (reg. Hârlău). Moșiile și pădurile erau arendate mai multor persoane.  Dichiul Macarie de la „Sf. Ilie”, acuzat de trădare pentru că nu pomenea numele împăratului la slujbe, a trecut granița în Moldova. 

### Biserică parohială
Autoritățile austriece au înființat în 1786, în locul Academiei Teologice de la Putna, care a fost desființată la scurt timp după ocuparea părții de nord a Moldovei, o „școală cliricească” (Klerikalschule) la Mănăstirea „Sf. Ilie” de lângă Suceava, a cărei conducere a fost încredințată diaconului sârb Daniil Vlahovici.  După ce Daniil Vlahovici a fost numit de autorități în 1789 ca episcop al Bucovinei (1789-1822), școala clericală de la Sf. Ilie a fost mutată la Cernăuți.  Preotul profesor Ioan Zugrav contrazice această ipoteză, susținând că școala cliricească a început a funcționa în clădirile Mănăstirii Sfântul Ioan cel Nou de la Suceava.
După desființarea mănăstirii și a școlii clericale, ansamblul mănăstiresc de la Sf. Ilie a fost lăsat în paragină. Chiliile au fost demolate, rămânând numai biserica, turnul clopotniță și zidul de incintă. Biserica a continuat să funcționeze ca biserică parohială. Printre preoții-parohi care au slujit aici sunt următorii: Constantin Popovici (a slujit aici o jumătate de secol, 1797-1843?), Temistocle Vorobchievici (1876?) , Ioan Czercawski de Jelita (1890? - 1907?) , Vasile Suciu (1937?)  ș.a.
De-a lungul timpului au fost efectuate intervenții diverse asupra bisericii. Pereții de nord și de vest, absidele laterale și altarul au fost acoperiți cu o tencuială de ciment. Tencuiala de pe latura de nord a căzut pe porțiuni mari scoțând la iveală o zugrăveală de culoare roz realizată probabil în secolul al XVIII-lea. Urme de pictură în frescă se mai află doar pe fațada de sud, ele datând din secolul al XVII-lea.
La sfârșitul secolului al XIX-lea s-au efectuat o serie de lucrări de restaurare sub conducerea arhitectului austriac Karl Romstorfer.  Deși restaurarea bisericii de către Romstofer nu este probată de documente, există o serie de elemente care au fost utilizate cu predilecție de arhitectul austriac la restaurarea bisericilor din Bucovina. Este vorba de acoperișul segmentat, realizat din plăci de țiglă roșie. Acestei restaurări i se datorează probabil și tencuiala cu ciment a fațadelor și decorul realizat din cărămidă nesmălțuită și smălțuită a firidelor și ocnițelor. 
După cum se precizează în "Anuarul Mitropoliei Bucovinei pe anul 1937", Biserica "Sfântul Ilie" din Sfânt Ilie avea o casă parohială de cărămidă, o sesie parohială de 12 ha, o sesie a cântărețului de 3 ha și o sesie a ponomarului de 1 ha. Parohia avea în îngrijire spirituală 557 familii cu 2.150 credincioși. În acel an, comunitatea ortodoxă din Românești era păstorită de preotul paroh Vasile Suciu (născut în 1894). 
În perioada 1997-1999 s-a întreprins o cercetare arheologică de un colectiv condus de prof.dr. Mircea D. Matei și compus din Florin Hău, Monica Gogu și dr. Paraschiva-Victoria Batariuc. Săpăturile au fost efectuate pe latura de sud și pe latura de vest. În afară de vestigiile construcției anterioare din lemn, s-a descoperit că contraforții din zona zidului despărțitor al pronaosului, de pe laturile de nord și de sud, au fost adăugați ulterior, cu acel prilej făcându-se și unele intervenții la fundații. Au mai fost găsite fragmente de discuri decorate cu balauri încleștați în luptă, nesmălțuite și smălțuite în galben și verde, și butoni ornamentali triunghiulari, ce decorau paramentul bisericii. De asemenea, s-au descoprit bucăți destul de mari de țigle și de olane, datate din secolul al XV-lea, ceea ce duce la ipoteza că o parte a bisericilor edificate în timpul domniei lui Ștefan cel Mare aveau acoperișul din plăci ceramice. 

## Centru de cultură medievală
În perioada medievală, Mănăstirea Sf. Ilie a reprezentat un centru de cultură. Unii călugări de aici au copiat manuscrise liturgice, aici aflându-se un exemplar din Divanul sau gâlceava înțeleptului cu lumea al lui Dimitrie Cantemir din 1698, cumpărat de monahii mănăstirii și în care diverși cititori au consemnat evenimente contemporane.  În biblioteca Universității din Cluj sunt păstrate mai multe Minee manuscrise din secolul al XVII-lea, împodobite cu chenare artistice și care au aparținut acestei biserici. 
În plus, preotul Constantin Popovici, care a păstorit aproximativ 50 de ani pe la începutul secolului al XIX-lea, a dăruit un prețios manuscris miscelaneu, cuprinzând între altele: Sandipa Filozoful și Războiul Troadei, prelungind astfel activitatea culturală a acestei vechi ctitorii domnești.

## Descrierea bisericii

### Arhitectură
Biserica Sfântul Ilie are plan triconc, cu turlă deasupra naosului, fiind asemănătoare din acest punct de vedere cu bisericile Pătrăuți și Voroneț. Clădirea are dimensiuni modeste (18 m lungime). În exterior, zidurile sunt sprijinite de cinci contraforți din piatră de talie, câte două care încadrează absidele laterale și un picior de contrafort la absida altarului. 
Absidele sunt decorate cu firide înalte: câte cinci pe absidele laterale și șapte pe absida altarului. Pe absida sudică, deasupra firidelor, se află două rânduri de ocnițe, cele de jos fiind mai mari și sprijinindu-se pe cheia arcelor firidelor mari. Pereții de nord și de vest au fost acoperiți cu tencuială de ciment, pe peretele de nord mai păstrându-se două ocnițe sub cornișă, iar pe peretele de vest întregul registru superior. Inițial și peretele de sud avea ocnițe sub cornișă, dar acestea au fost tencuite (mai puțin cele de pe absidă) pentru ca peretele să fie pictat. Picioarele firidelor și întreaga suprafață a ocnițelor de pe abside sunt acoperite de cărămizi roșii, nesmălțuite; la partea superioară a firidelor se află un brâu de cărămizi smălțuite policrome (în verde, albastru de peruzea, galben și violet) cu dimensiunile de 28x13x5,5 cm. Un alt brâu de cărămizi smălțuite se află și la partea superioară a ocnițelor mici. 
În interior, biserica este compartimentată în pronaos, naos și altar. Ușa de intrare în biserică este în arc frânt. Pronaosul este despărțit de naos printr-un perete în care se află o ușă cu chenar dreptunghiular. Altarul este semicircular. Biserica are ferestre mici având chenare dreptunghiulare de piatră, cu baghete încrucișate. 

### Iconografie
Pictura interioară a bisericii, datând de pe vremea lui Ștefan cel Mare, nu s-a păstrat. În secolul al XVII-lea, ea a fost refăcută, culoare peste culoare, respectându-se ordinea iconografică. 
În pronaos se află picturi din sinaxarul sfinților (îndeosebi figuri de pustnici și cuvioși), precum și scene din viața Sf. Prooroc Ilie (mânând un plug tras de 8 boi sau înălțându-se la cer într-un car de foc).
Naosul prezintă scene mai întinse ca dimensiuni: Adormirea Maicii Domnului, Iisus învățând pe înțelepți, Izgonirea negustorilor din templu, Ducerea Crucii, Sfinții Împărați Constantin și Elena etc. Tabloul votiv se întinde pe doi pereți. Pe peretele de vest, lângă ușă, este înfățișat ctitorul bisericii ținând biserica în mâna stângă și călăuzit de Sfântul Ilie la tronul Mântuitorului. În spatele ctitorului (de pe peretele vestic), pe perele sudic apar fiii săi, Bogdan și Ștefăniță, ambii reprezentați maturi, și doamna Maria Voichița. Prezența soției voievodului ultima este un lucru neobișnuit, ea aflându-se imediat după voievod în tablourile votive de la Pătrăuți, Bădeuți și Voroneț. 
Altarul prezintă patru scene: Cina cea de taină, Împărtășirea sub ambele forme și Spălarea picioarelor. Catapeteasma actuală a bisericii prezintă importanță prin icoanele aflate pe ea. Biserica a fost înzestrată cu icoane împărătești executate în anul 1708 la Moscova.  Icoanele din biserică sunt realizate de către pictorul rus Chiril Ulanov, a cărui semnătură și datare este întâlnită în mod discret pe icoane. Prezența în stânga ușii împărătești a icoanei Sf. Treimi și existența unei icoane a hramului, Sf. Prooroc Ilie, datând din 4 ianuarie 1841 (conform unei inscripții în limba română cu caractere chirilice), duce la concluzia că icoanele nu au fost realizate pentru această biserică, ele fiind aduse aici de la o biserică cu hramul Sfânta Treime, probabil de la Biserica de pe Poartă de la Curtea domnească din Iași, care a ars într-un incendiu. 
Este posibil ca pictura exterioară să fi fost executată în timpul domniei lui Petru Rareș (1527-1538, 1541-1545) , dar zugrăveala care se vede în prezent datează din secolul al XVII-lea, din timpul mitropolitului Varlaam Moțoc (1632-1653), al cărui chip este pictat. Pereții exteriori au fost tencuiți, fiind astupate ocnițele de pe fațadă.  Inițial a fost pictată o zugrăveală provizorie, pe care s-a adăugat fresca propriu-zisă. Urme de pictură mai pot fi văzute și astăzi pe peretele sudic: Scara Sf. Ioan și alte scene, precum și chipul unui ierarh în veșminte arhierești, având inscripția: "Arhiepiscop Varlaam, Mitropolit Suceavschi". 

### Necropolă
În curtea bisericii, lângă perete, se află mai multe pietre funerare foarte deteriorate. Numai trei dintre ele au putut fi parțial descifrate. 
Pe una dintre ele se află o inscripție în limba slavonă cu următorul text: "a făcut-o pan Dumitrache prea iubitului său frate mai mare ... înmormântat aici în Mănăstirea Sf. Prooroc Ilie; veșnică lui pomenire, în anul 7103 (=1595). A fost de față Carichitsi, servul lui Dumnezeu". Ultima propoziție este în limba greacă.
Pe a doua piatră se poate citi că "a făcut-o și a împodobit-o Draga domnului ei Kîrste, care a plecat la lăcașul de veci și a fost înmormântat în anul 7172 (=1664)."
O a treia piatră care conține o inscripție în limba română cu caractere chirilice este foarte degradată și s-a putut descifra abia anul 7271 (=1763) și luna februarie.
În biserică se afla ca prag la ușa împărătească o piatră mică de marmură cu capătul știrbit (62x37 cm) având o inscripție în limba slavonă pe mijloc care arată că a fost pusă "soției Safta, în zilele lui Dabija Voievod, în anul 7171 (=1663), luna ...".

## Obiecte de patrimoniu
Biserica dispune de puține odoare de preț, cele existente fiind probabil luate de aici odată cu desființarea mănăstirii. Printre odoarele păstrate se numără următoarele: 
- un pocrovăț de la Bogdan al III-lea (1507), cu următoarea inscripție în limba slavonă: "Ion Bogdan Voievod, cu mila lui Dumnezeu Domn Țării Moldovenești, fiul lui Ștefan Voievod, a făcut acest pocrovăț și l-a dat rugii sala Mănăstirea Sf. Ilie; în anul 7015, luna august, în 3";
- un Scaun Domnesc cu stema Moldovei și două sfeșnice de lemn sculptate artistic, care provin probabil din epoca lui Petru Rareș;
- două cruci vechi de mână ferecate în argint, ambele cu inscripții slavone pe mâner. Pe una se află următoarea inscripție: "Această cruce a ferecat-o Silion ieromonahul, proegumenul din Sf. Ilie Proorocul", iar pe cealaltă este scris: "Această cruce a făcut-o Anița Ghergheloae și a dat-o Sfintei Mănăstiri Sfântu Ilie, anul 7223, aprilie 15 zile" (1715).
- un pomelnic triptic de la mijlocul secolului al XVIII-lea, scris în limba română cu caractere chirilice, pe scândură vopsită în verde. Pe aripa dreaptă jos se află următoarea inscripție: "Și acest sfânt pomelnic l-am prefăcut eu robul și mult păcătosu la Dumnezeu Vasilie Gane ot Eși, la let 7262, iunie 6" (1754). În partea centrală este Pomelnicul ctitorilor și Pomelnicul arhiepiscopilor, pe aripa stângă este Pomelnicul ieromonahilor și monahilor și pe aripa dreaptă este Pomelnicul boierilor.
- trei icoane pictate la Moscova în 1708. Icoanele Mântuitorului Iisus Hristos și a Maicii Domnului cu Pruncul sunt pictate de Chiril Ulanov (d. 1731), iar icoana Sf. Treimi este pictată de Vasile Ulanov. Semnăturile pictorilor și datarea icoanelor sunt întâlnite în mod discret pe icoane.
- icoana Sf. Prooroc Ilie (icoana hramului), înnoită în 1841 pe cheltuiala pr. Constantin Popovici și a lui Ion Corduș. Ea este de dimensiuni mai mici și pictată mai modest și are dedesubt următoarea inscripție în limba română cu caractere chirilice: "Această icoană s-au înnoitu pe cheltuiala preotului Constantin Popovici și Ion Corduș din Sfîntu Ilie, Ghenar 4, - 1841".
- o dveră aflată la ușa diaconească din dreaptă, făcută în 1828 pe cheltuiala pr. Constantin Popovici. Pe ea se află următoarea inscripție în limba română: "Aciastă sfîntă dveră au făcut ierei Constantin Popovici și Safta cu toată cheltuiala lor; pomenirea veșnică. Amin. Anul 1828, 9 mai. D.E.".

## Imagini

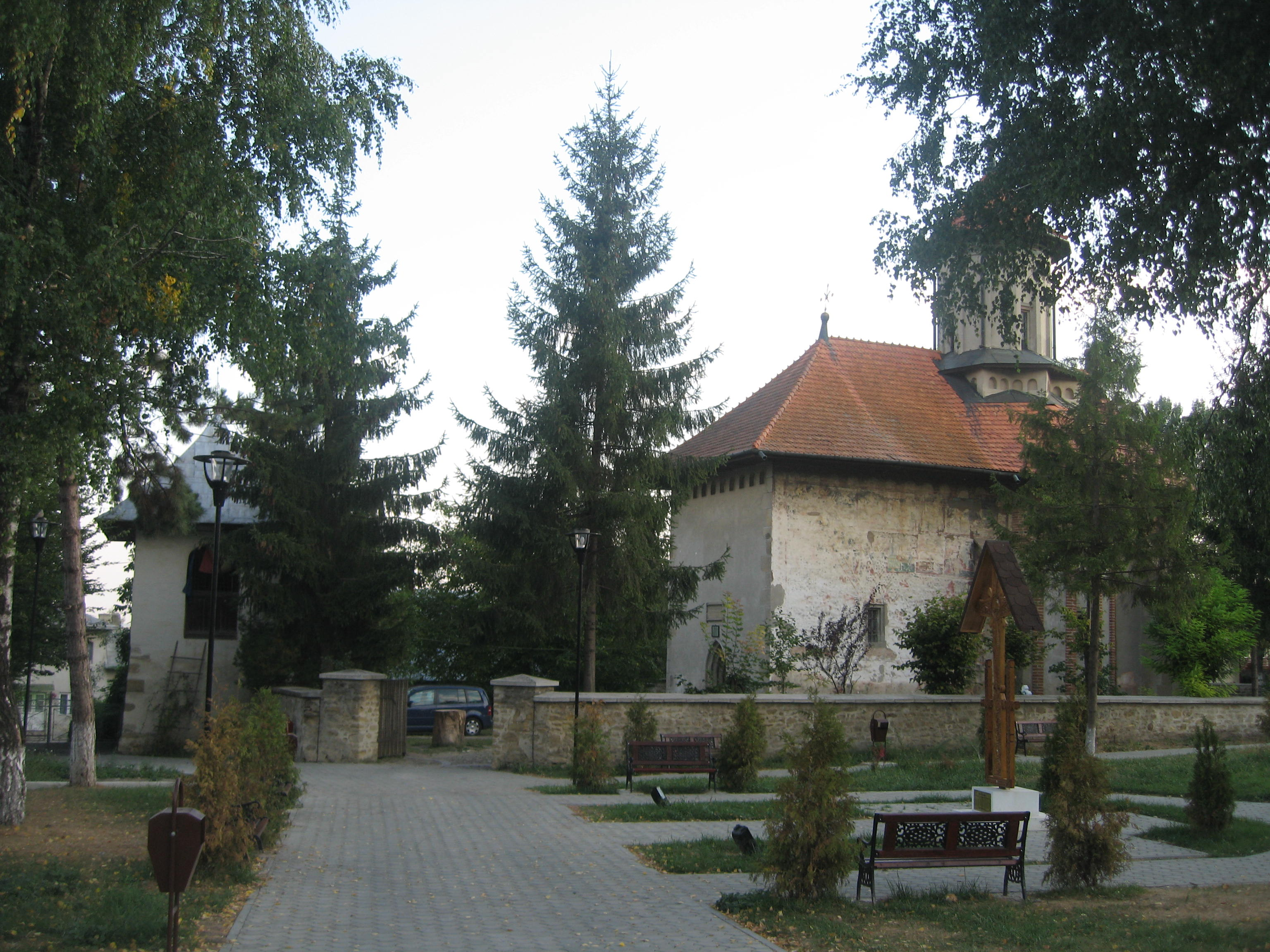
Biserica "Sf. Ilie" din Sfântu Ilie
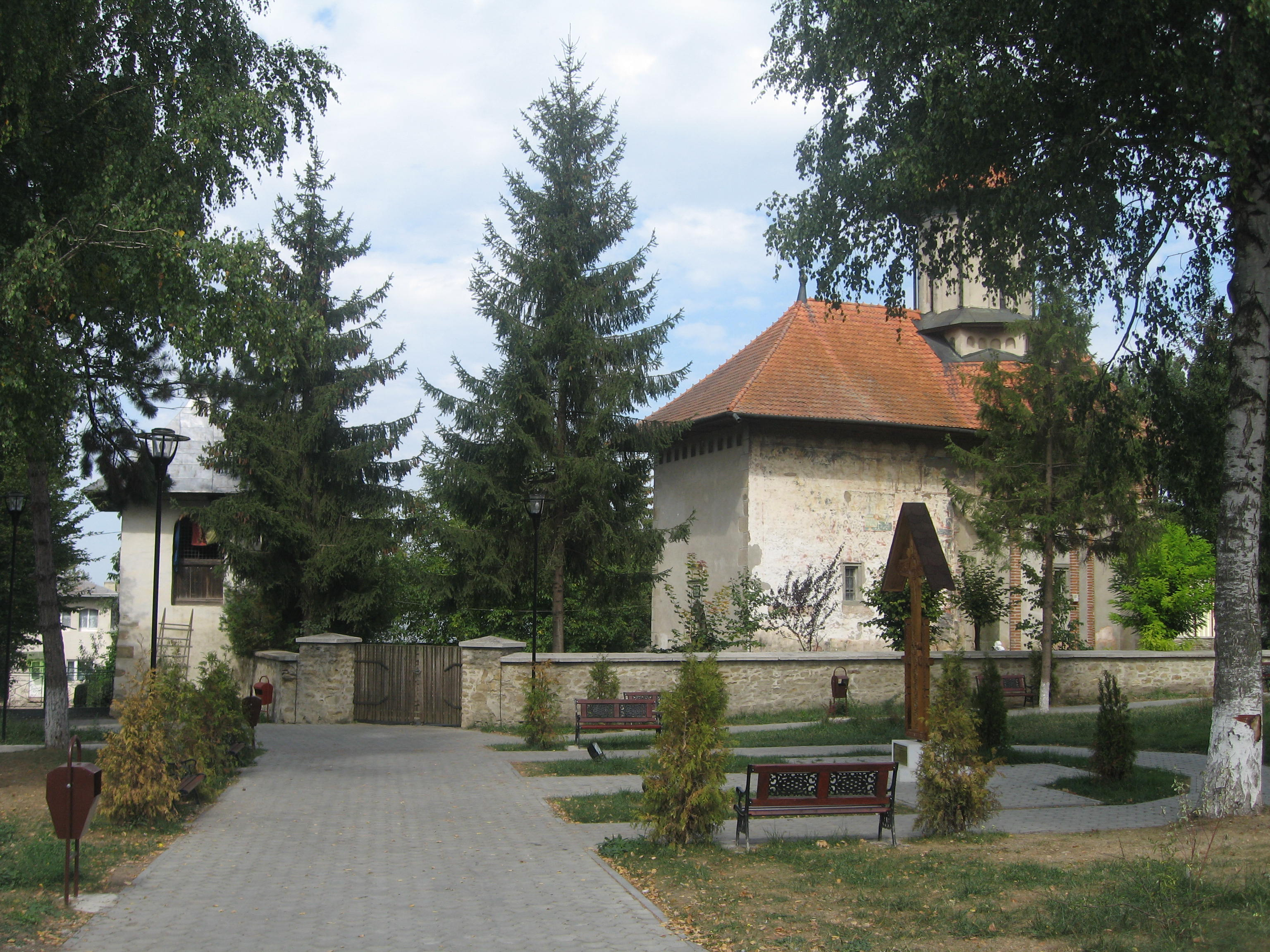
Biserica
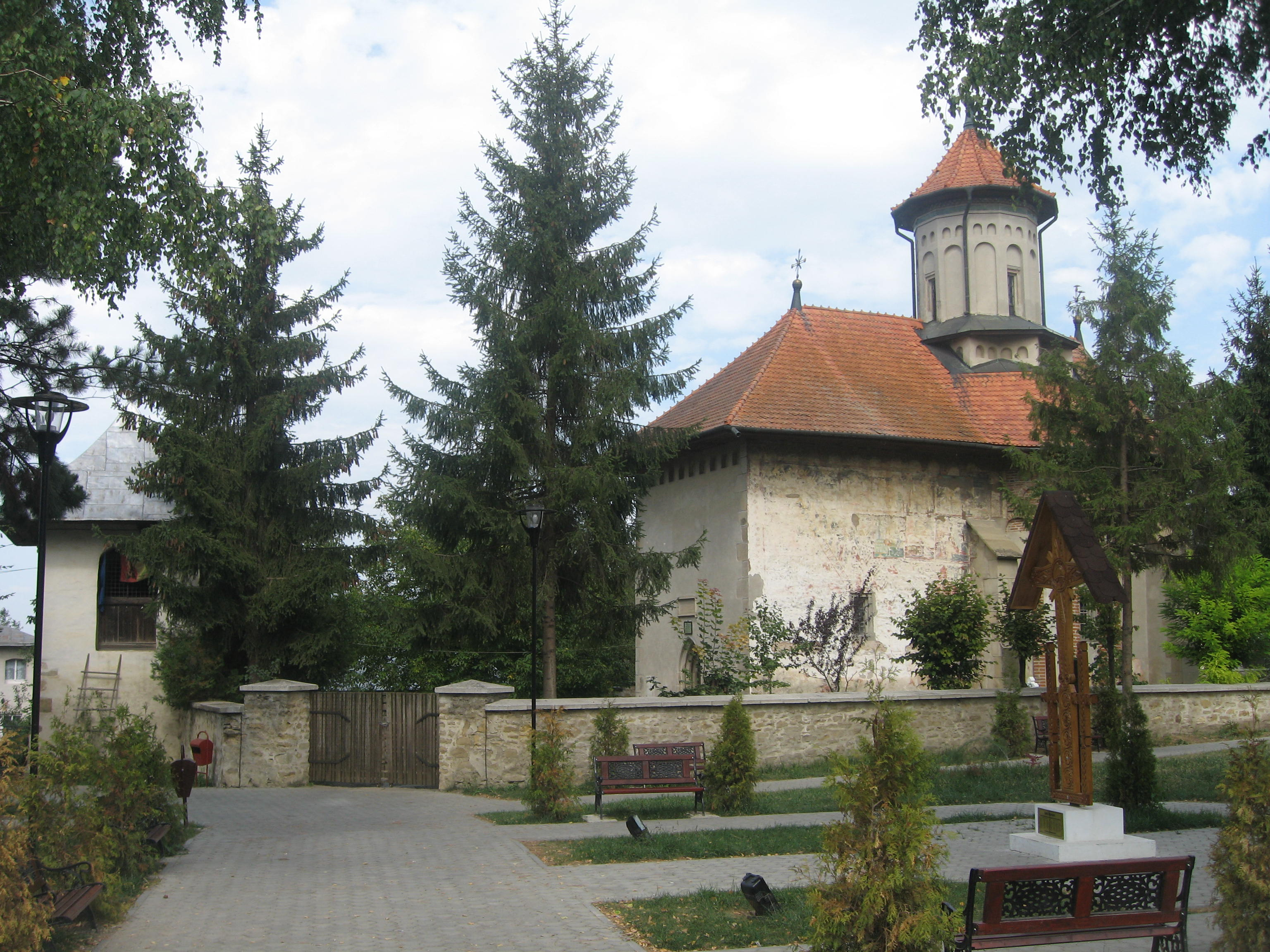
Biserica
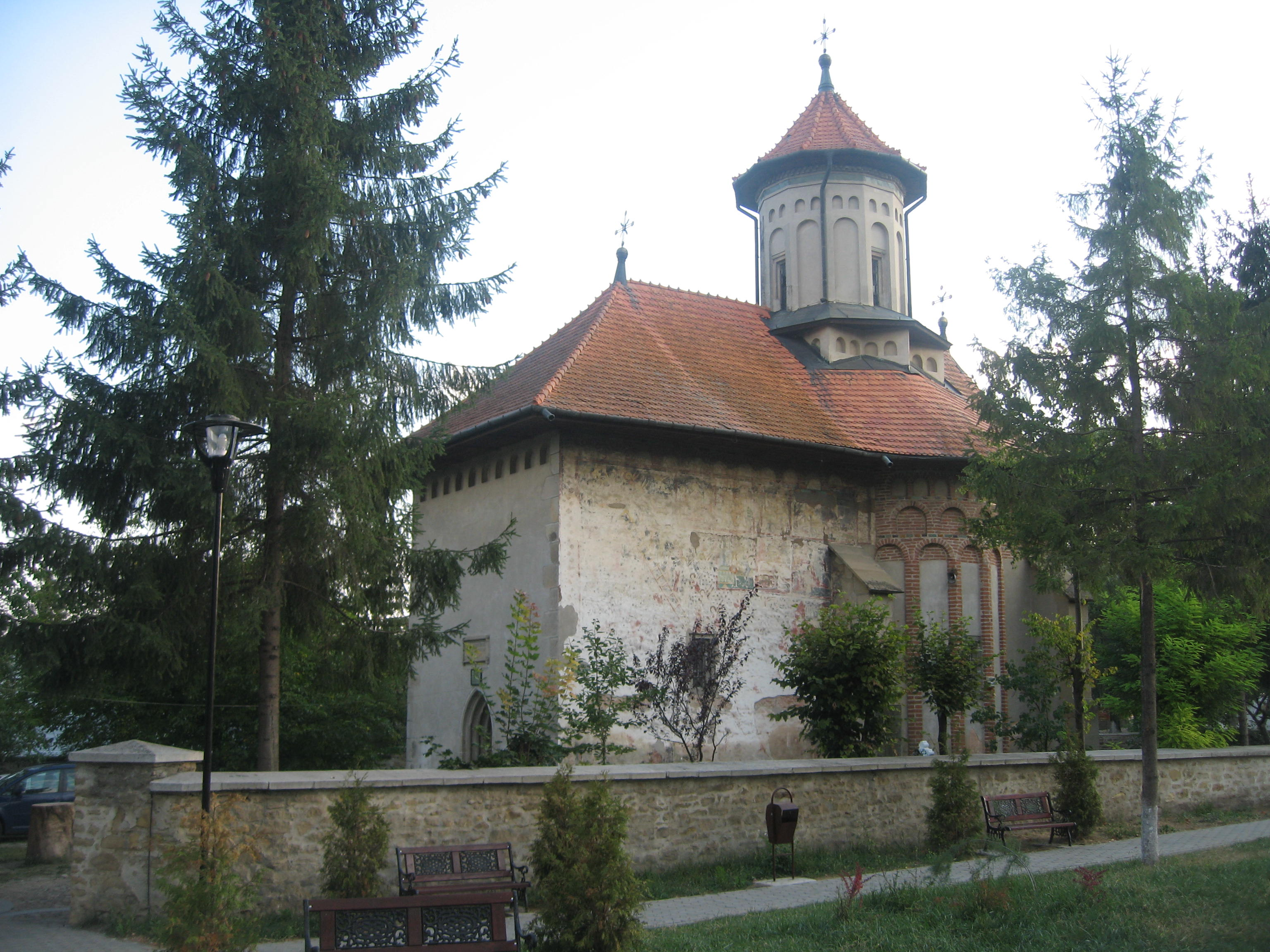
Biserica
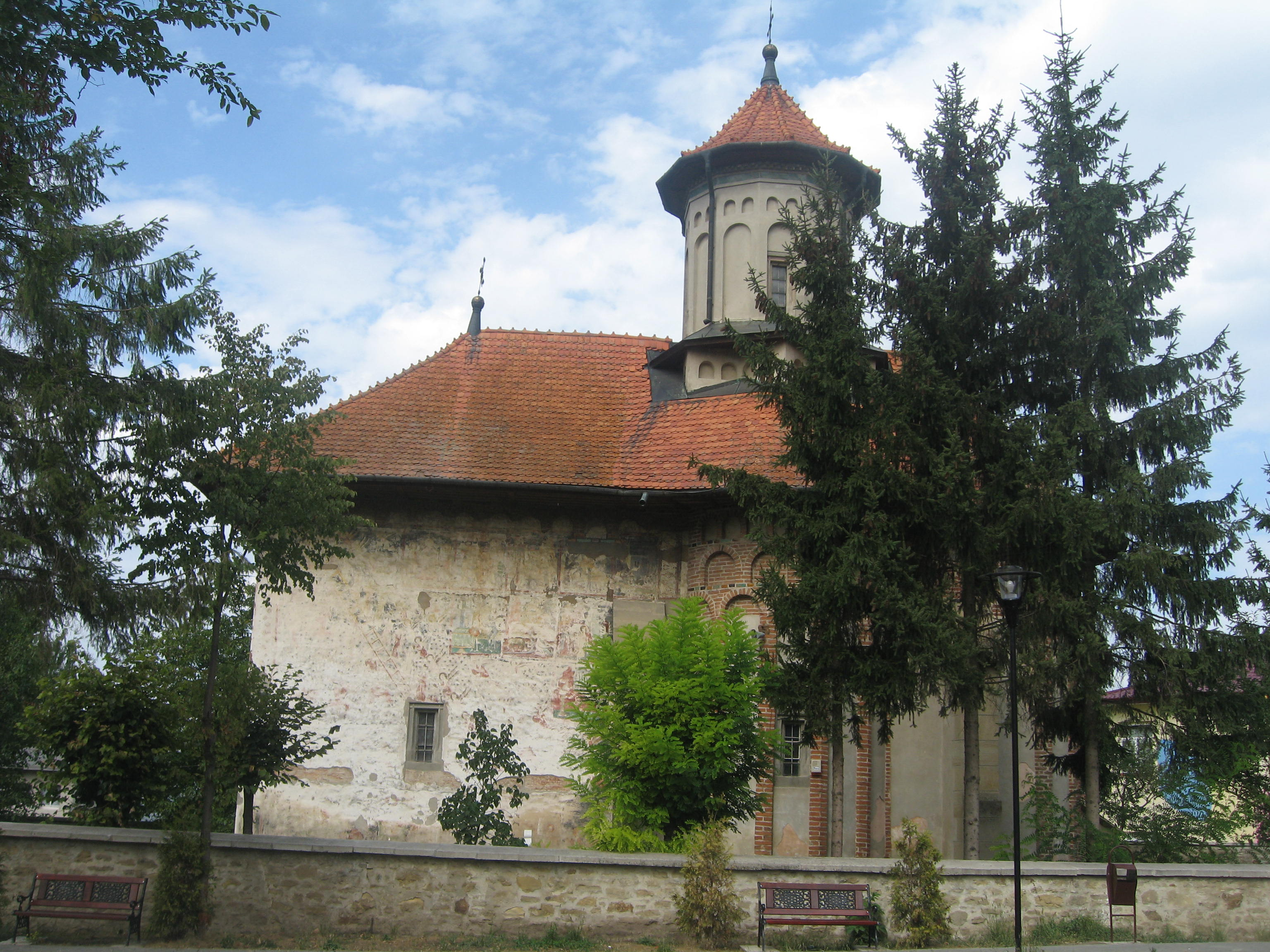
Biserica văzută de pe latura sudică
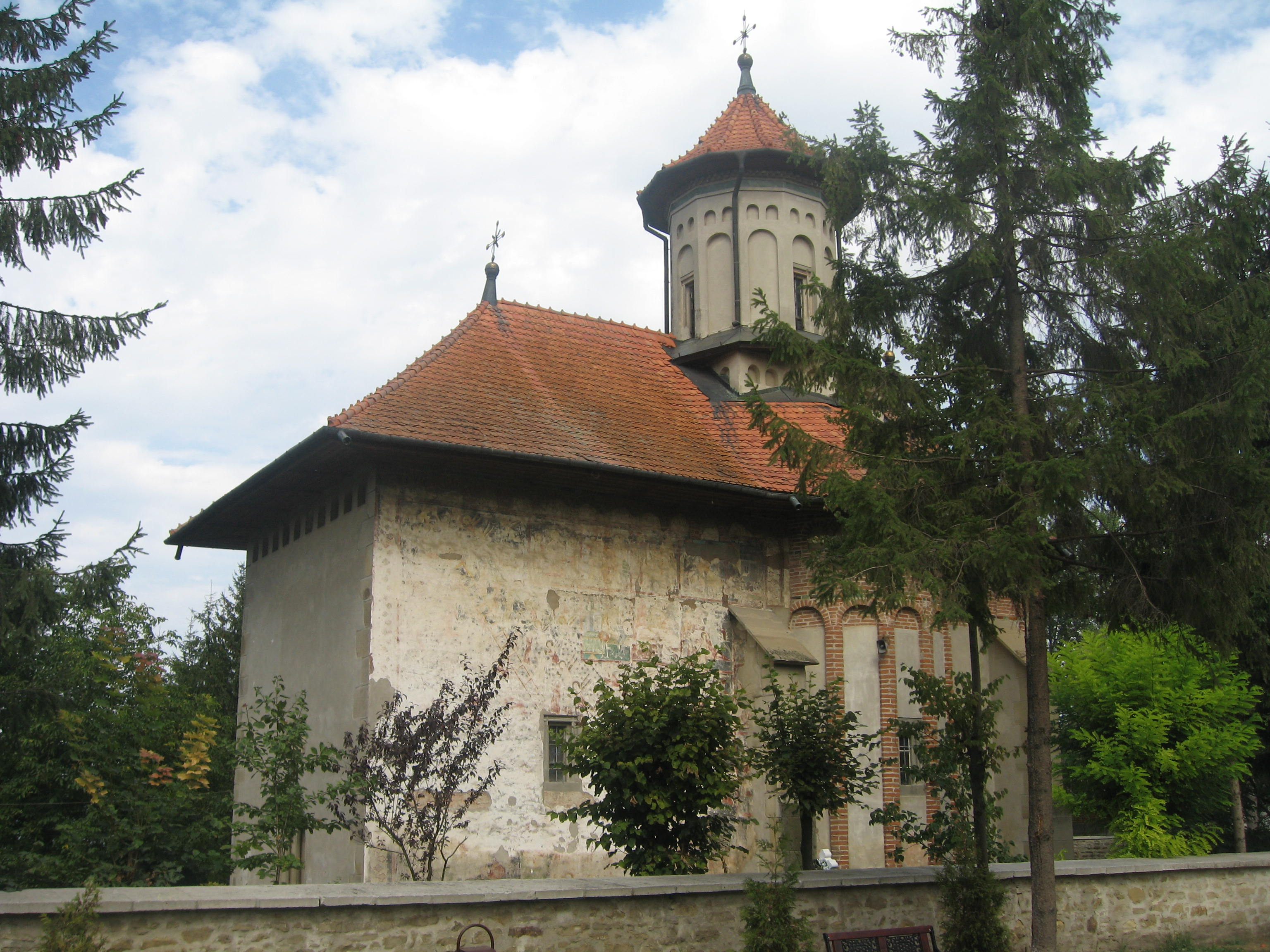
Biserica pe latura de sud-vest
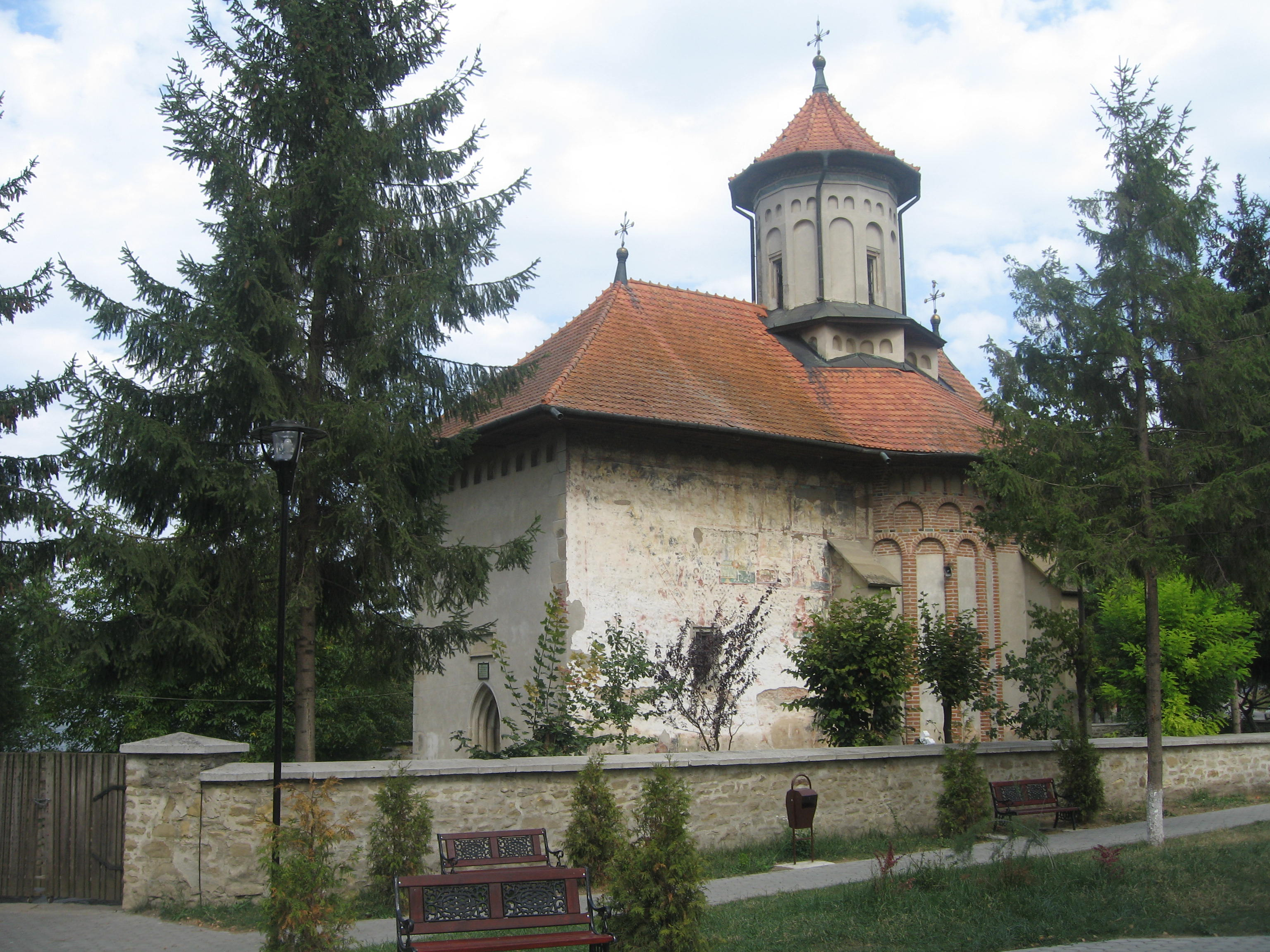
Biserica pe latura de sud-vest
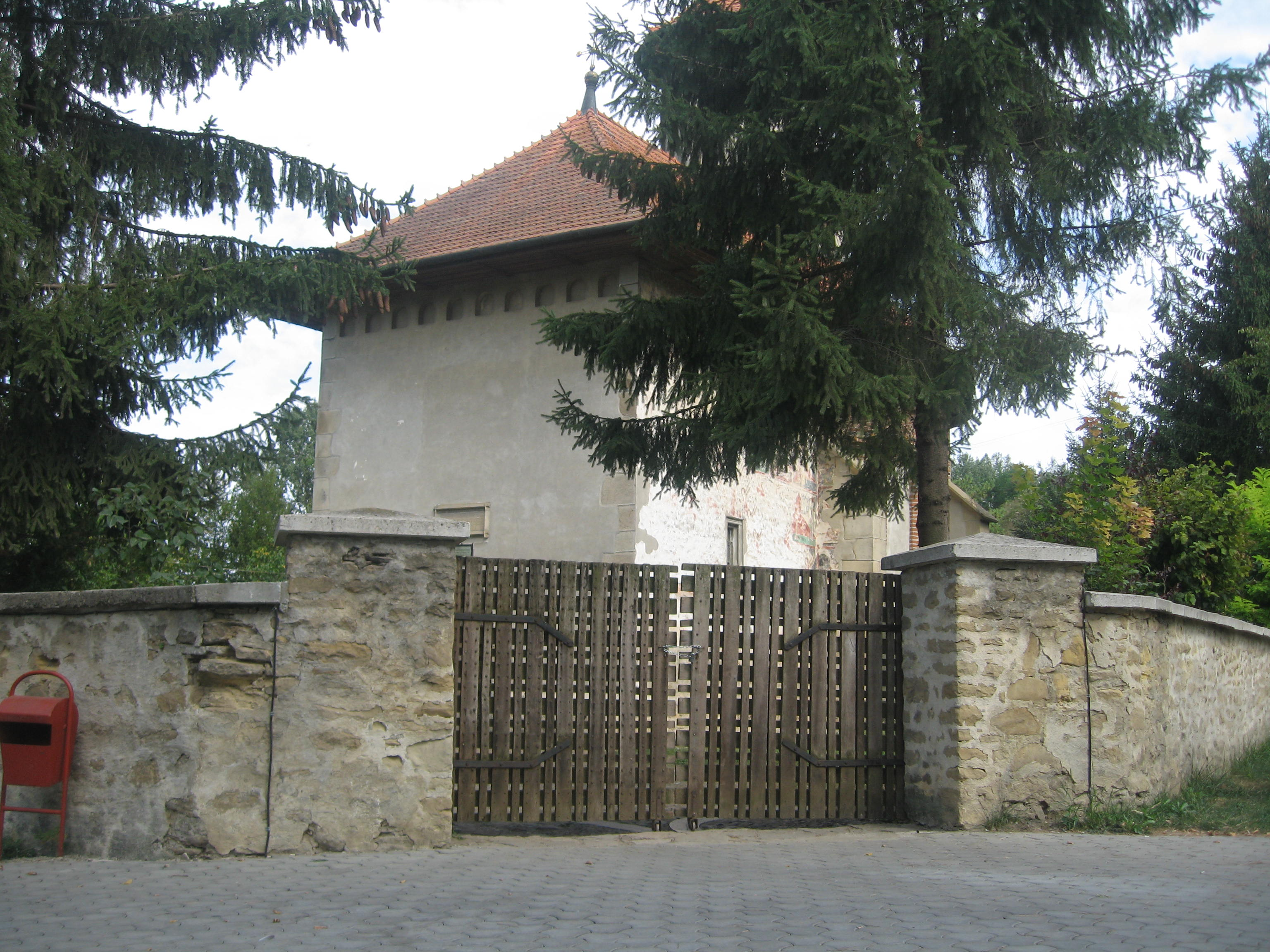
Biserica şi poarta de intrare
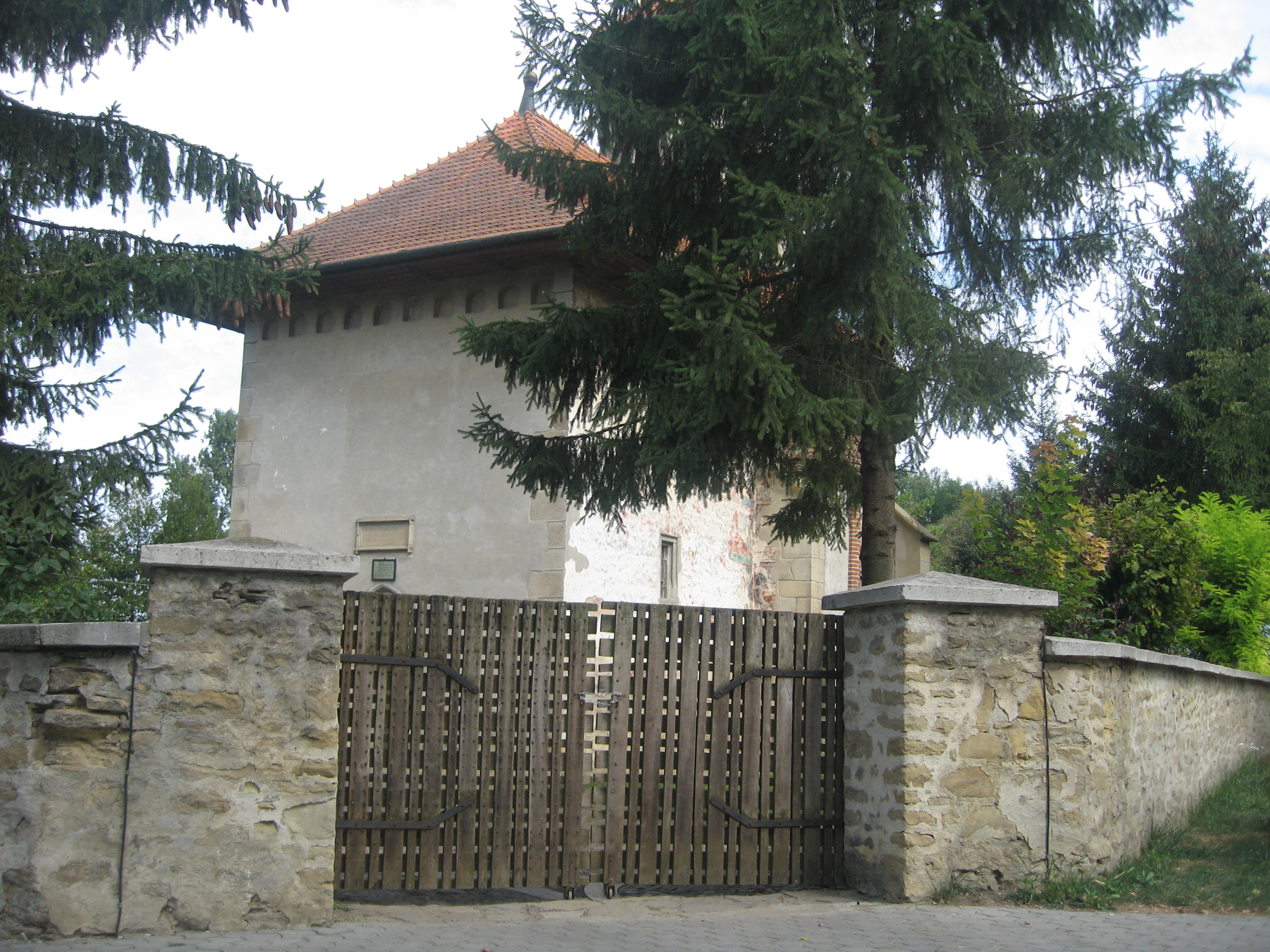
Biserica şi poarta de intrare
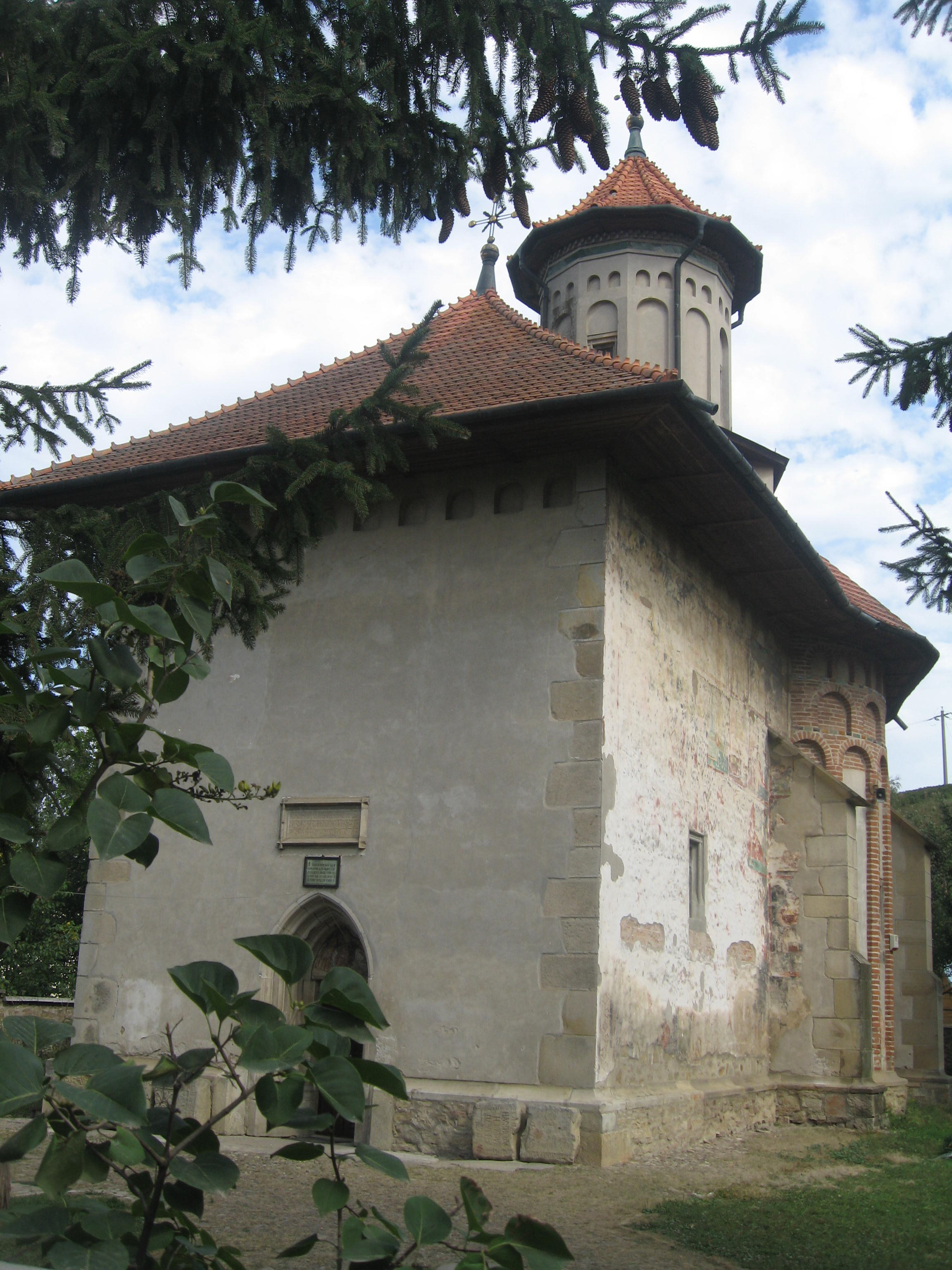
Biserica văzută de pe latura de vest
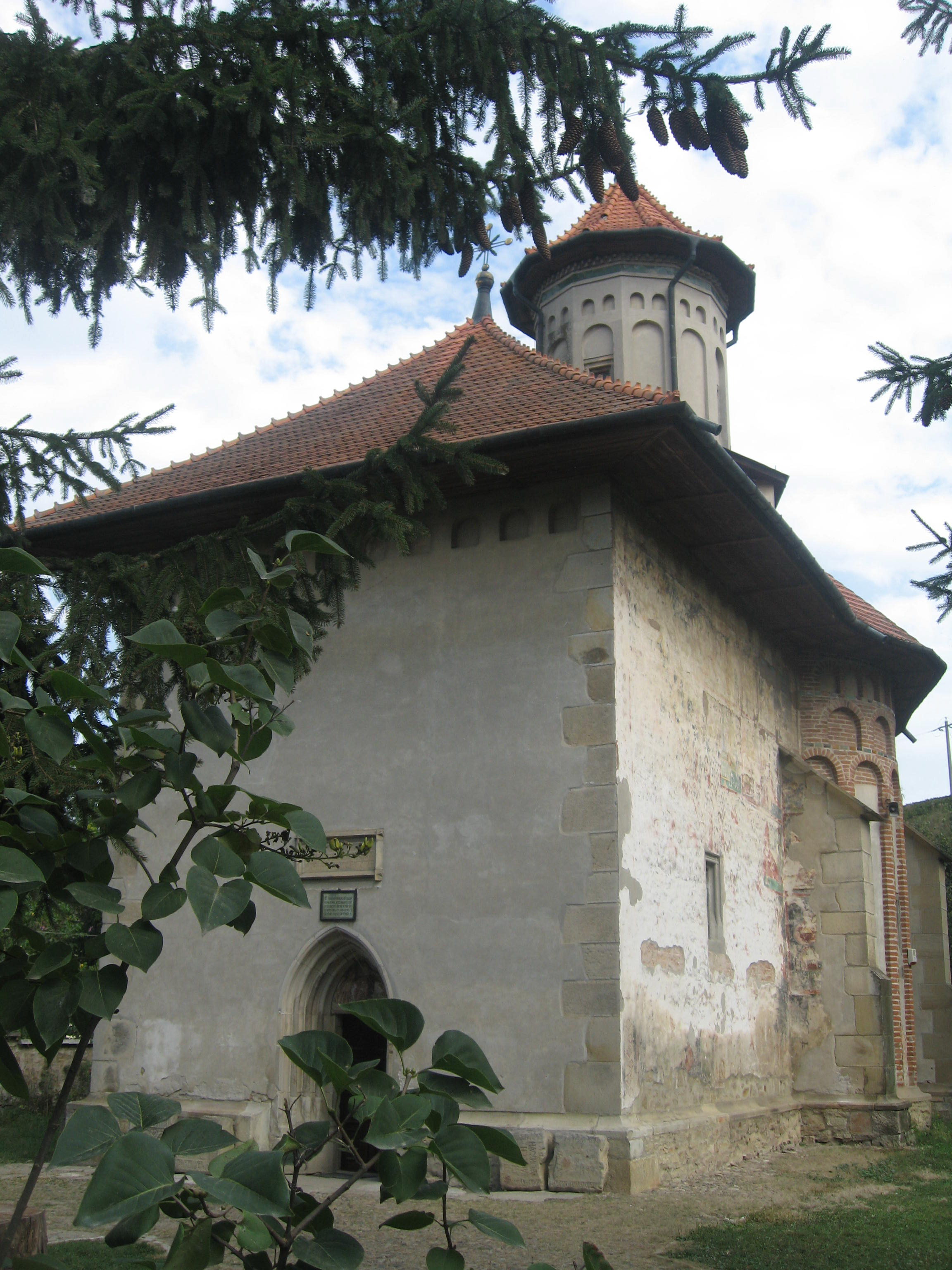
Biserica văzută de pe latura de vest
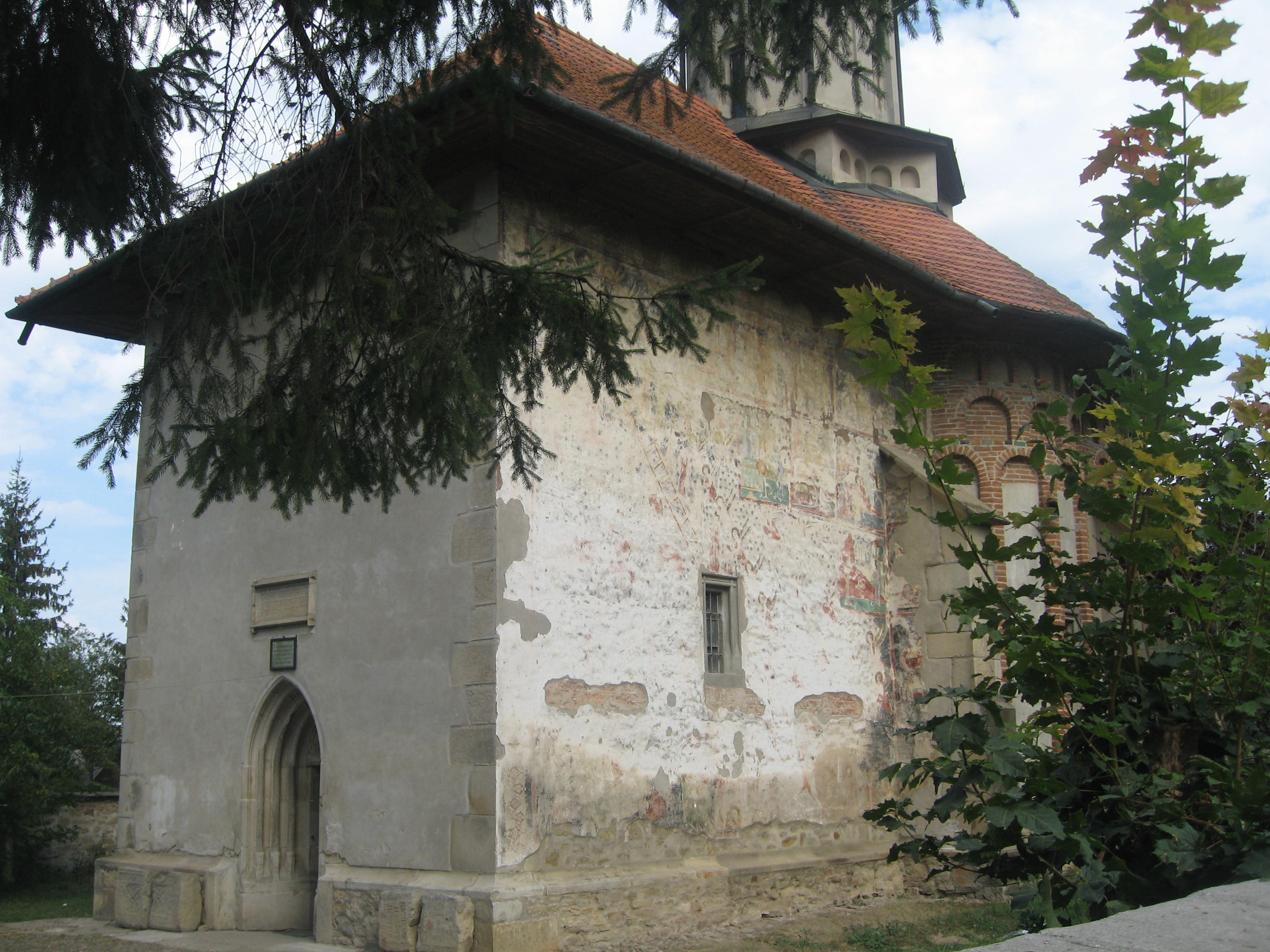
Latura sudică a bisericii este pictată.
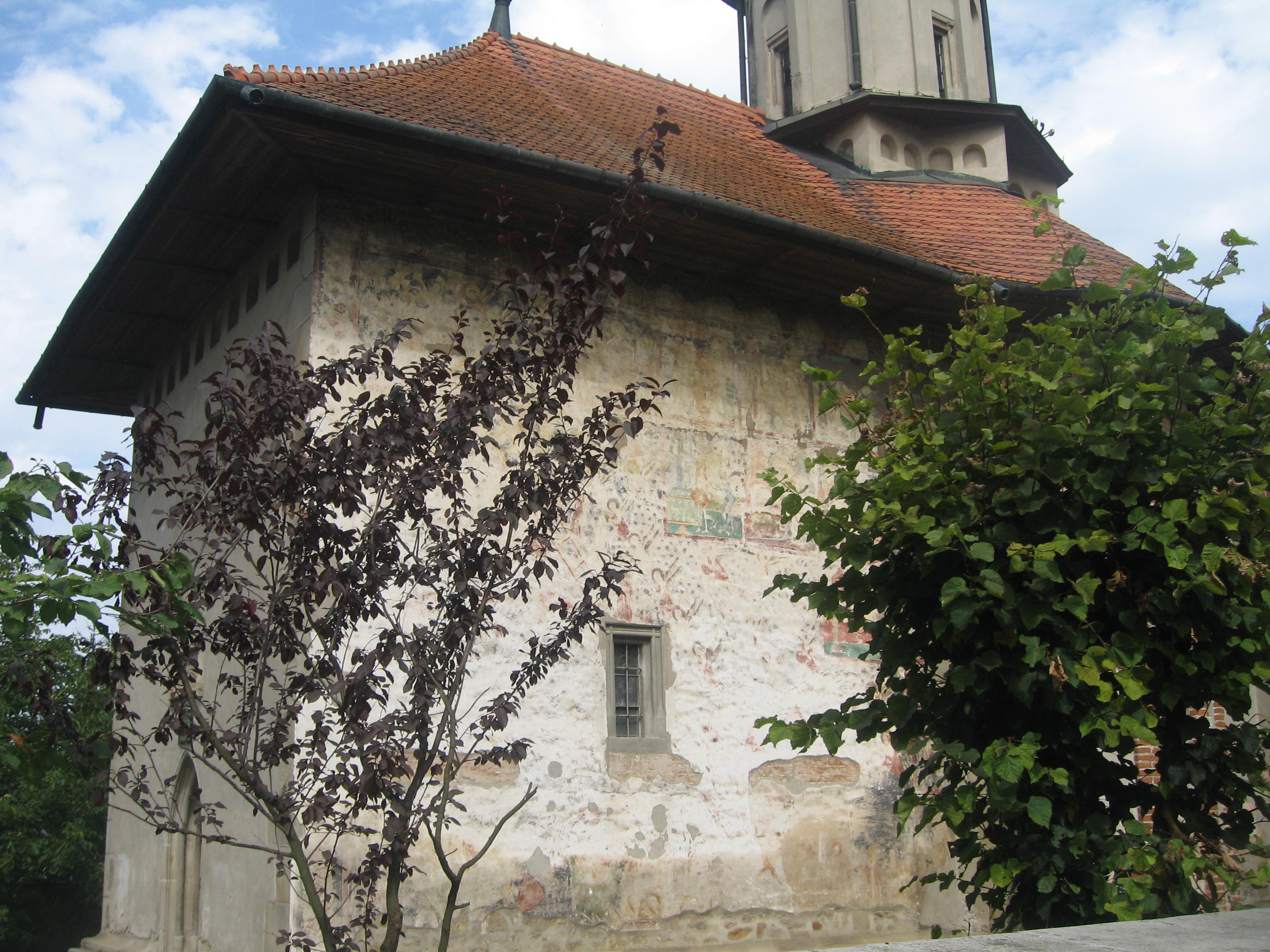
Latura sudică a bisericii este pictată.
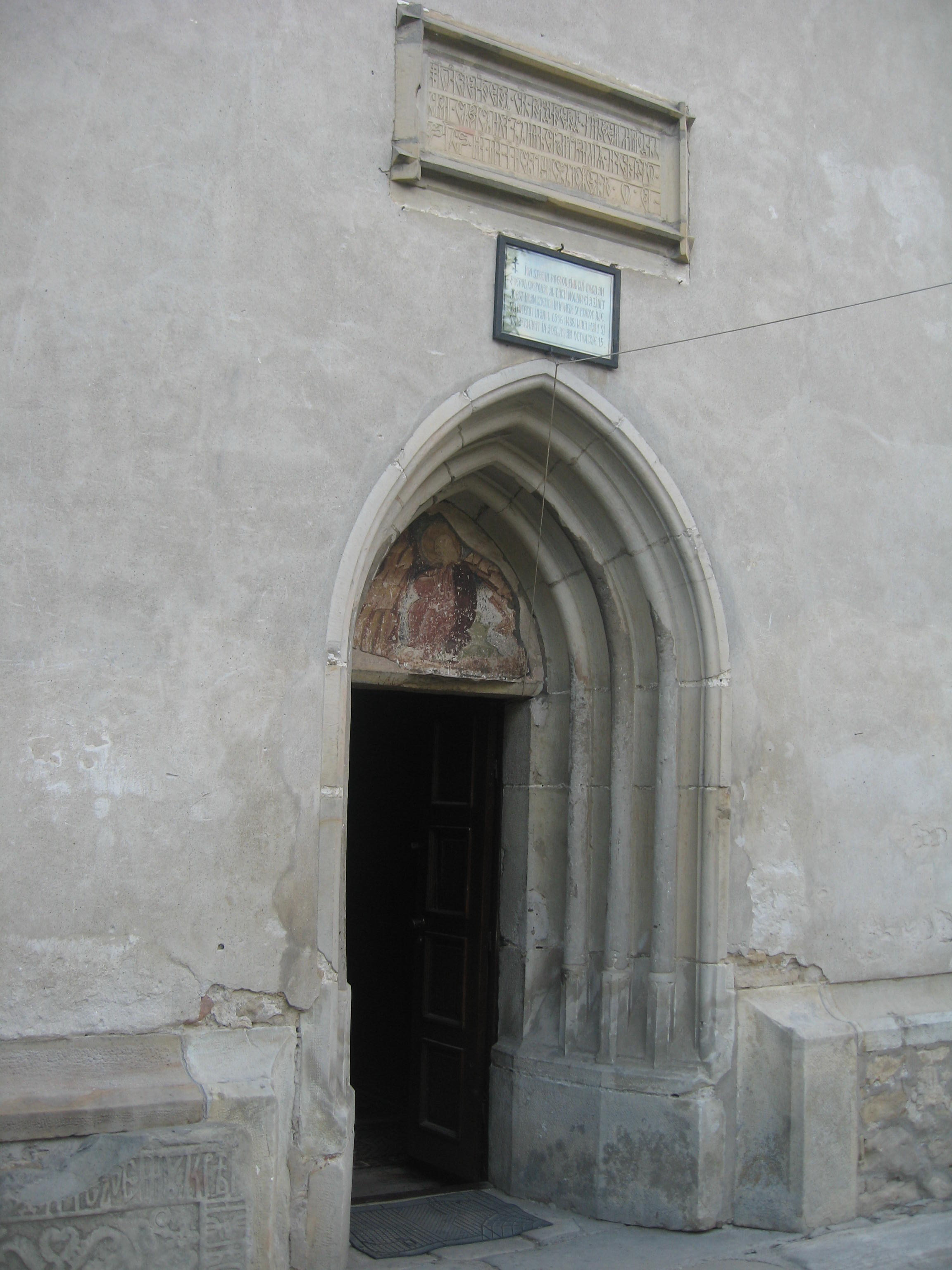
Portalul de intrare şi pisania
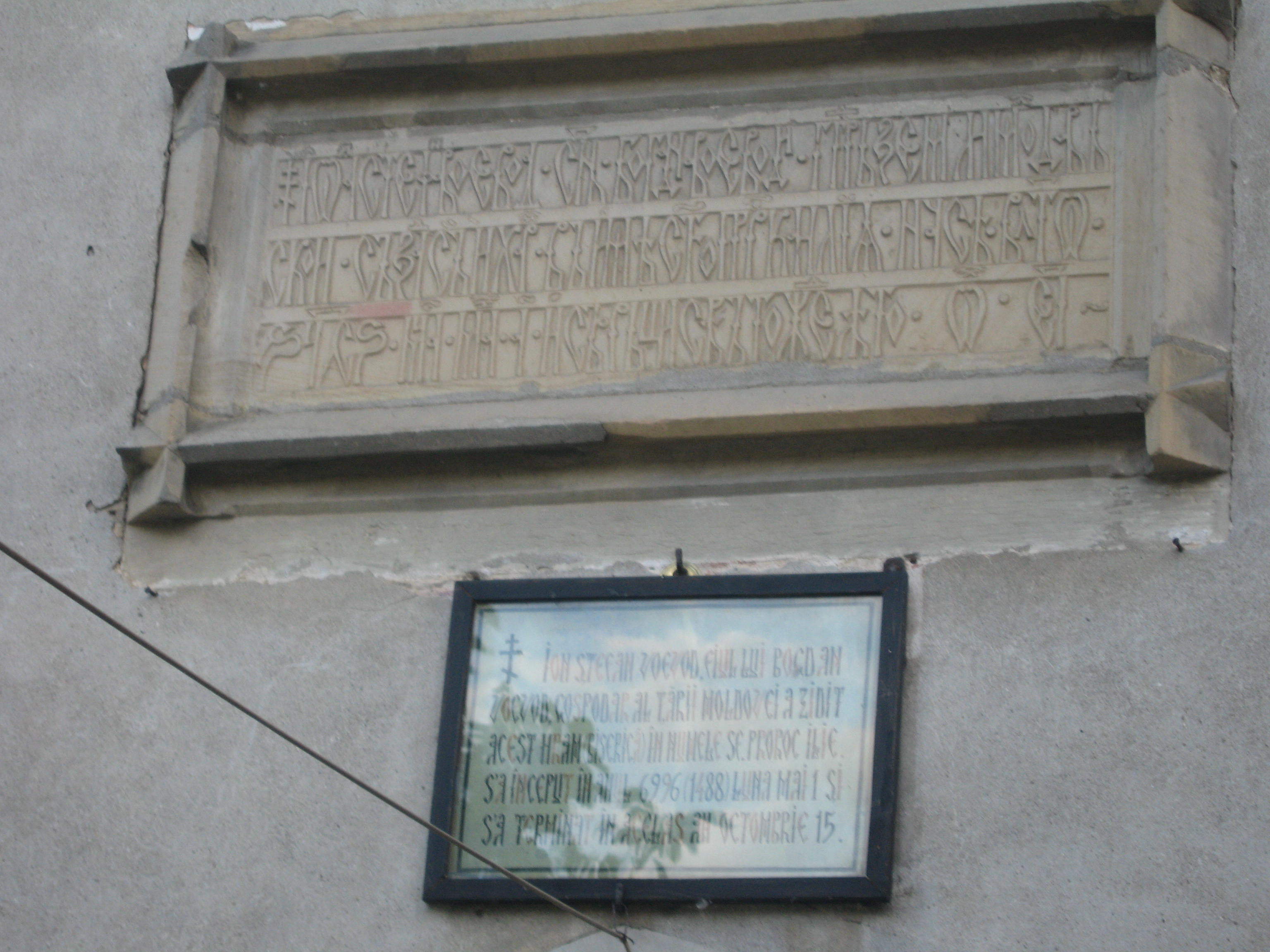
Pisania
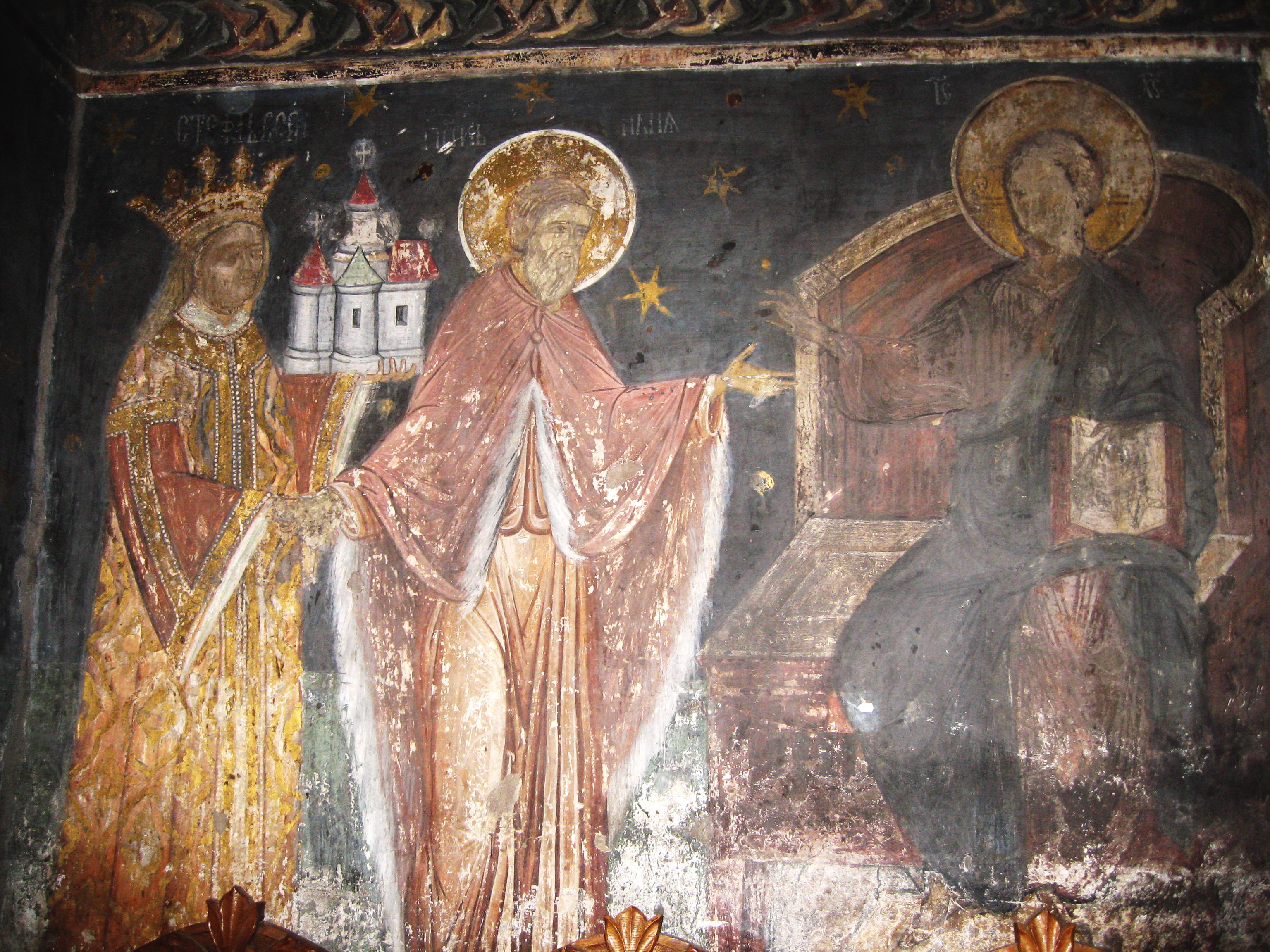
Tabloul votiv
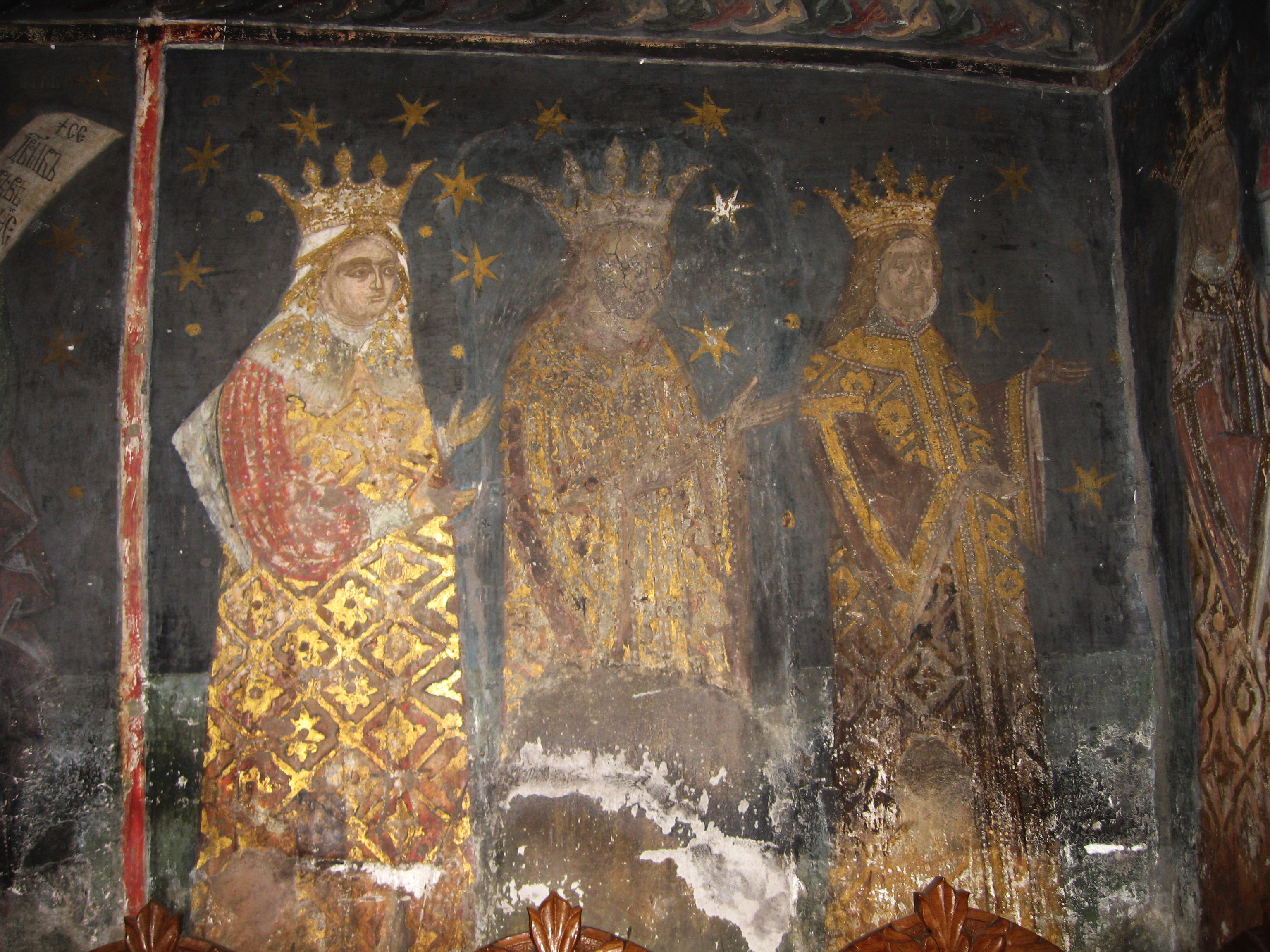
Tabloul votiv
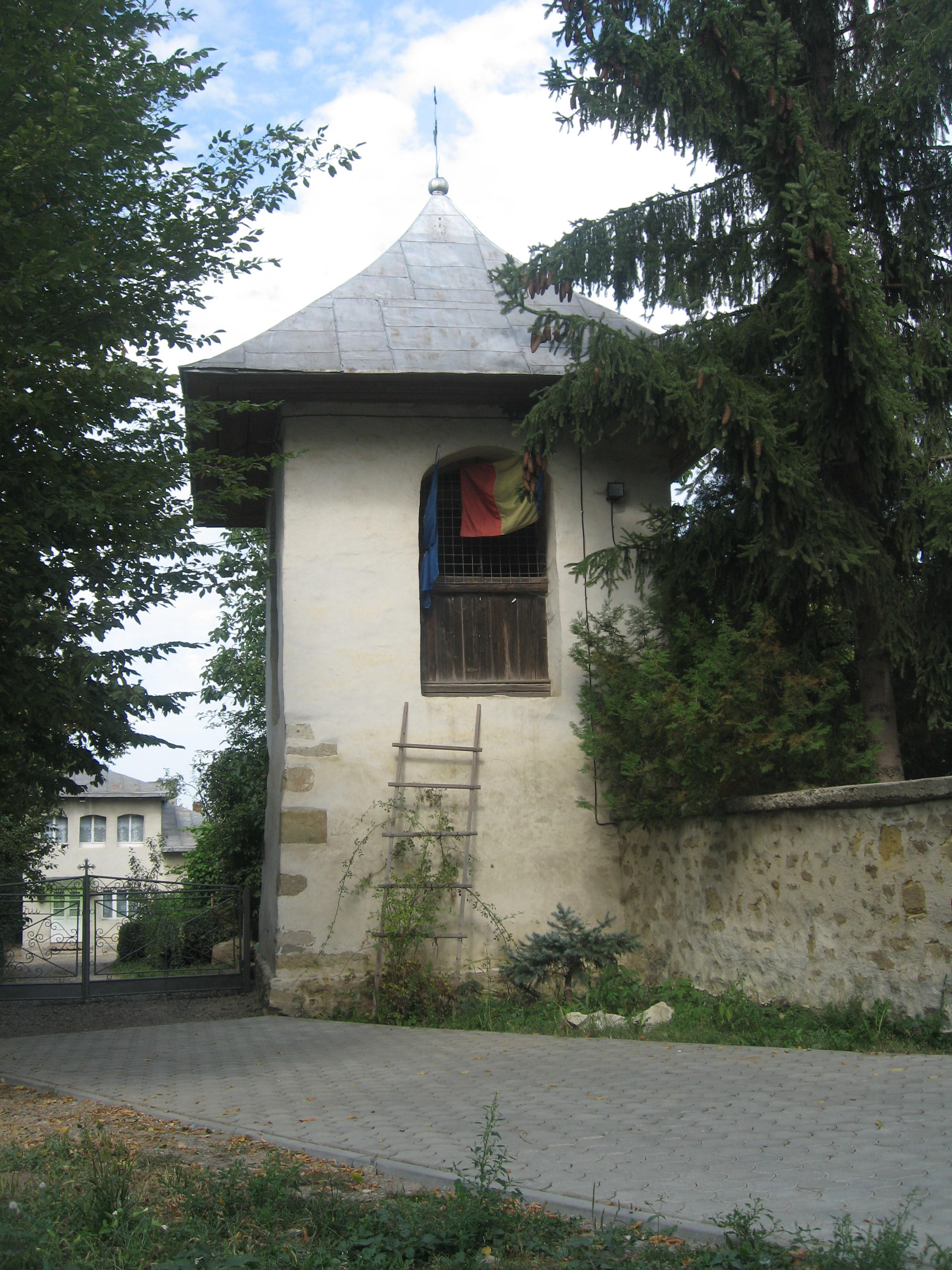
Turnul clopotniţă
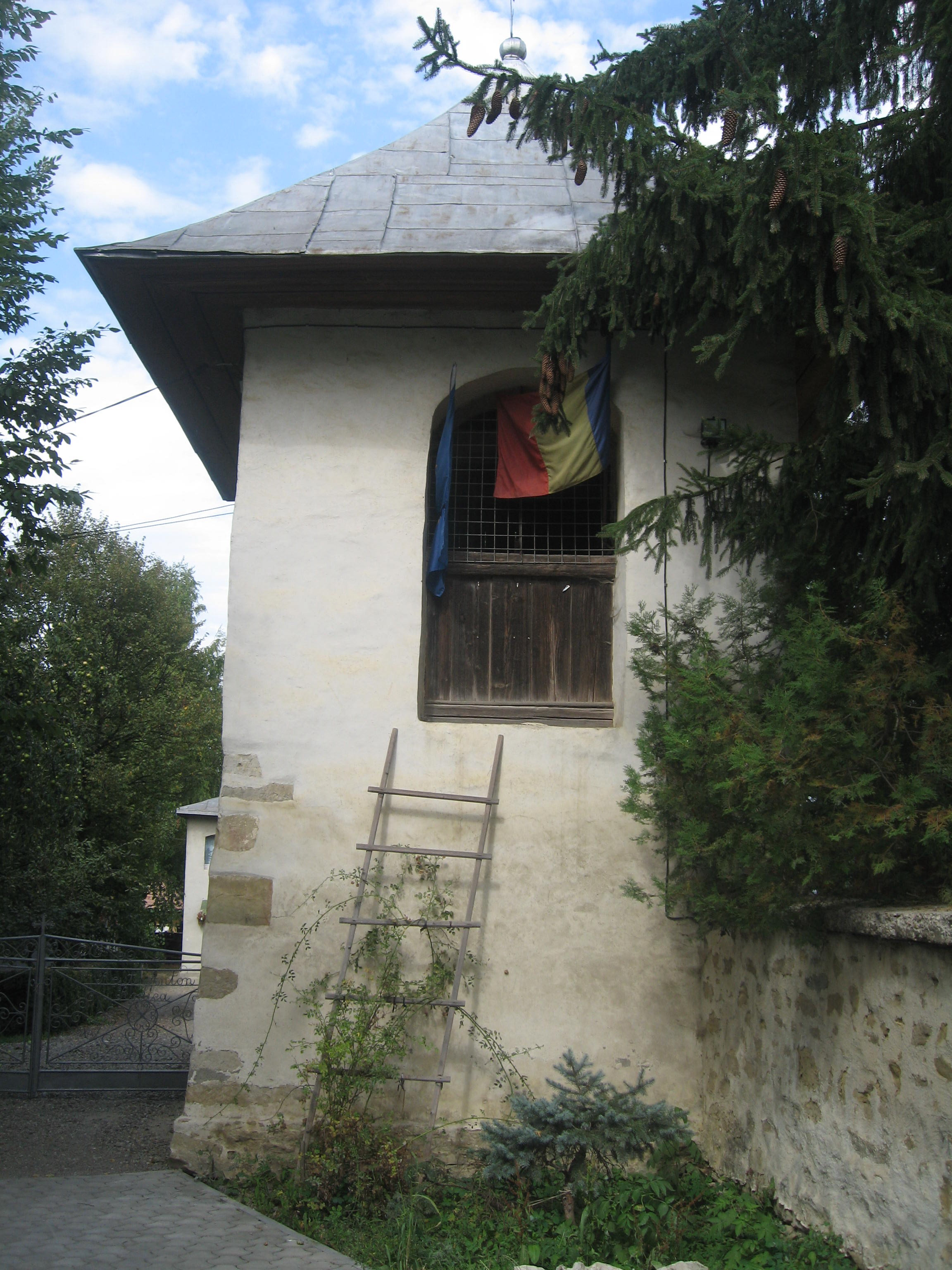
Turnul clopotniţă
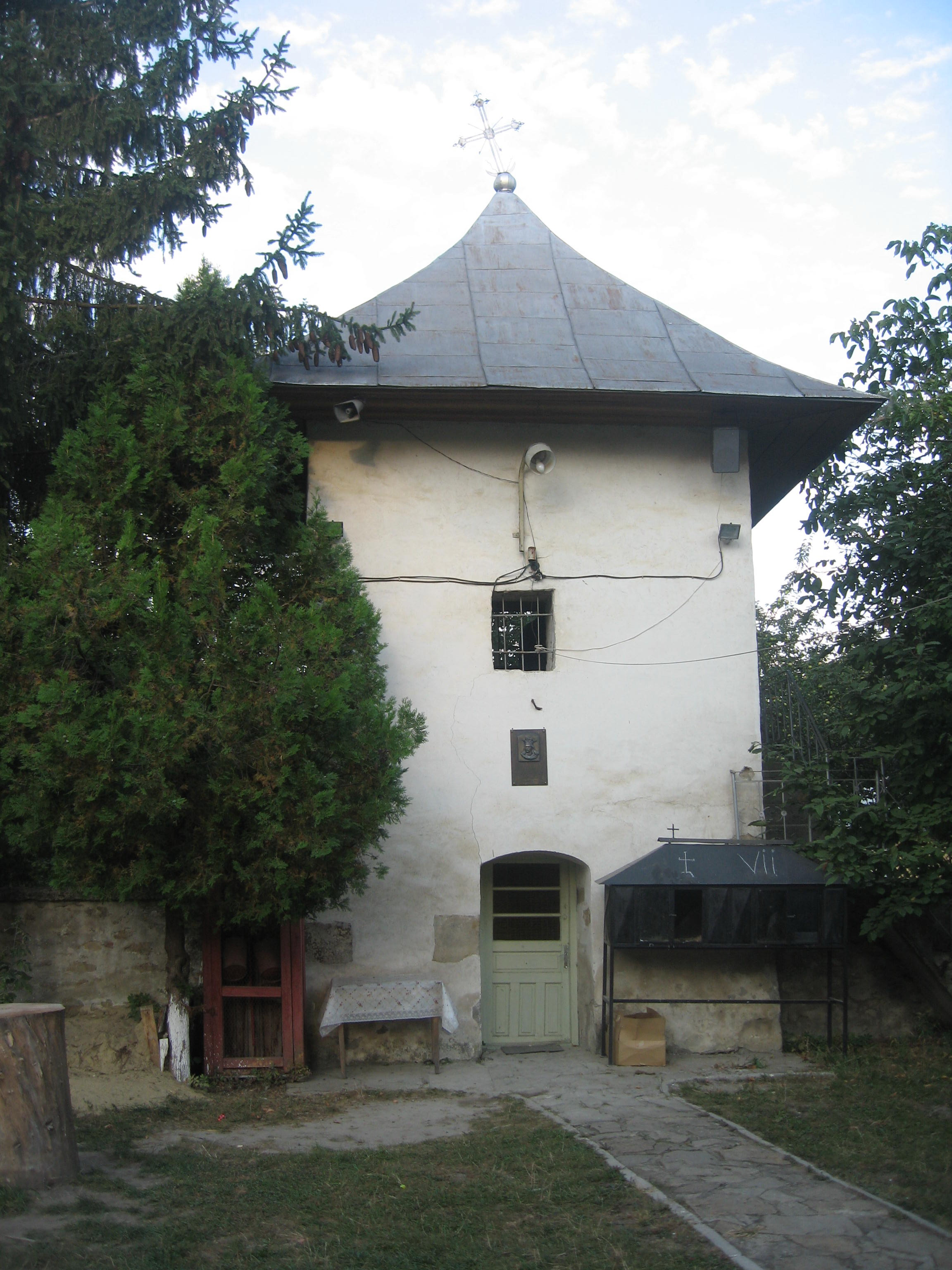
Turnul clopotniţă văzut din curtea bisericii
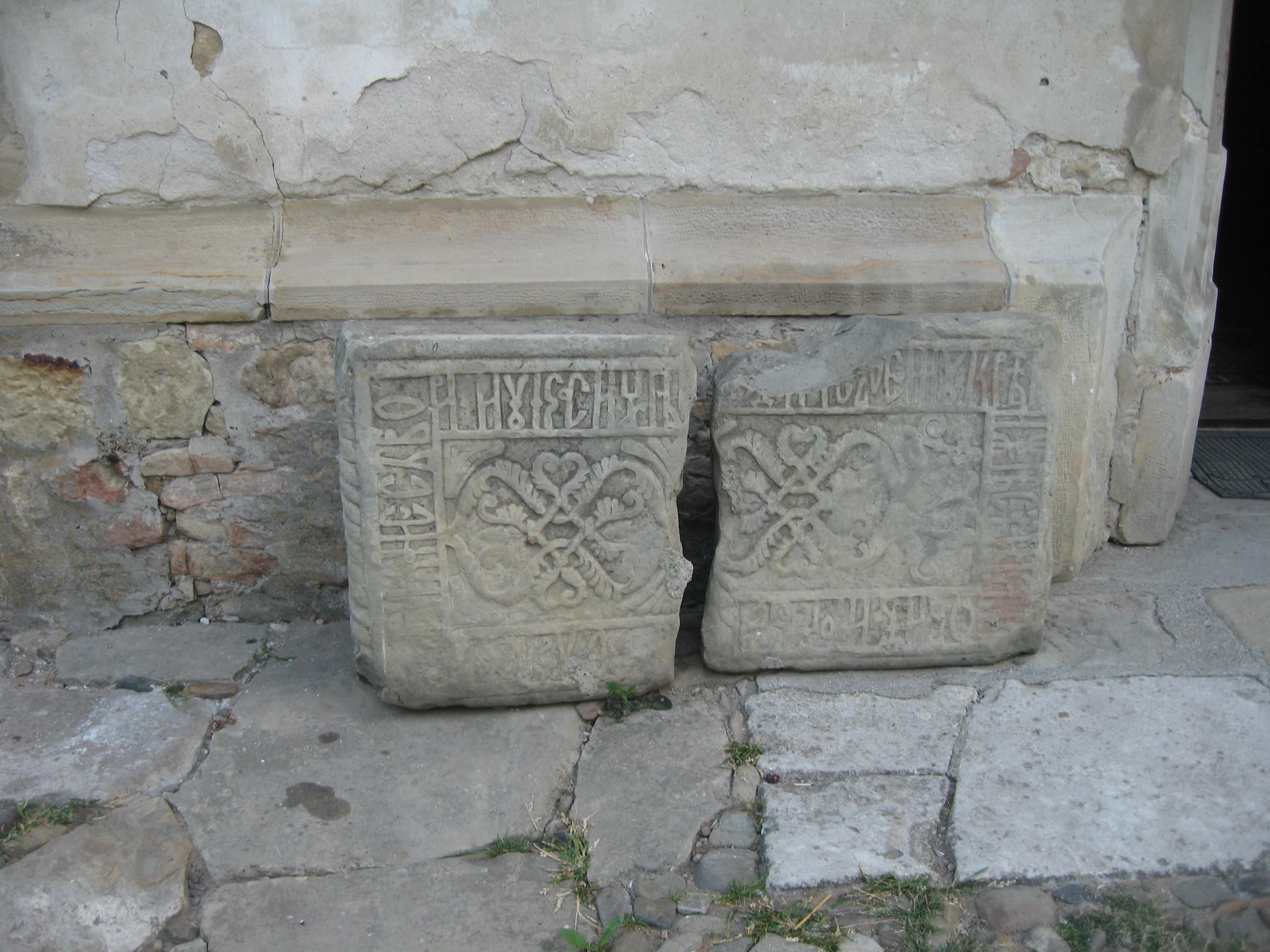
Piatră veche de mormânt în curtea bisericii
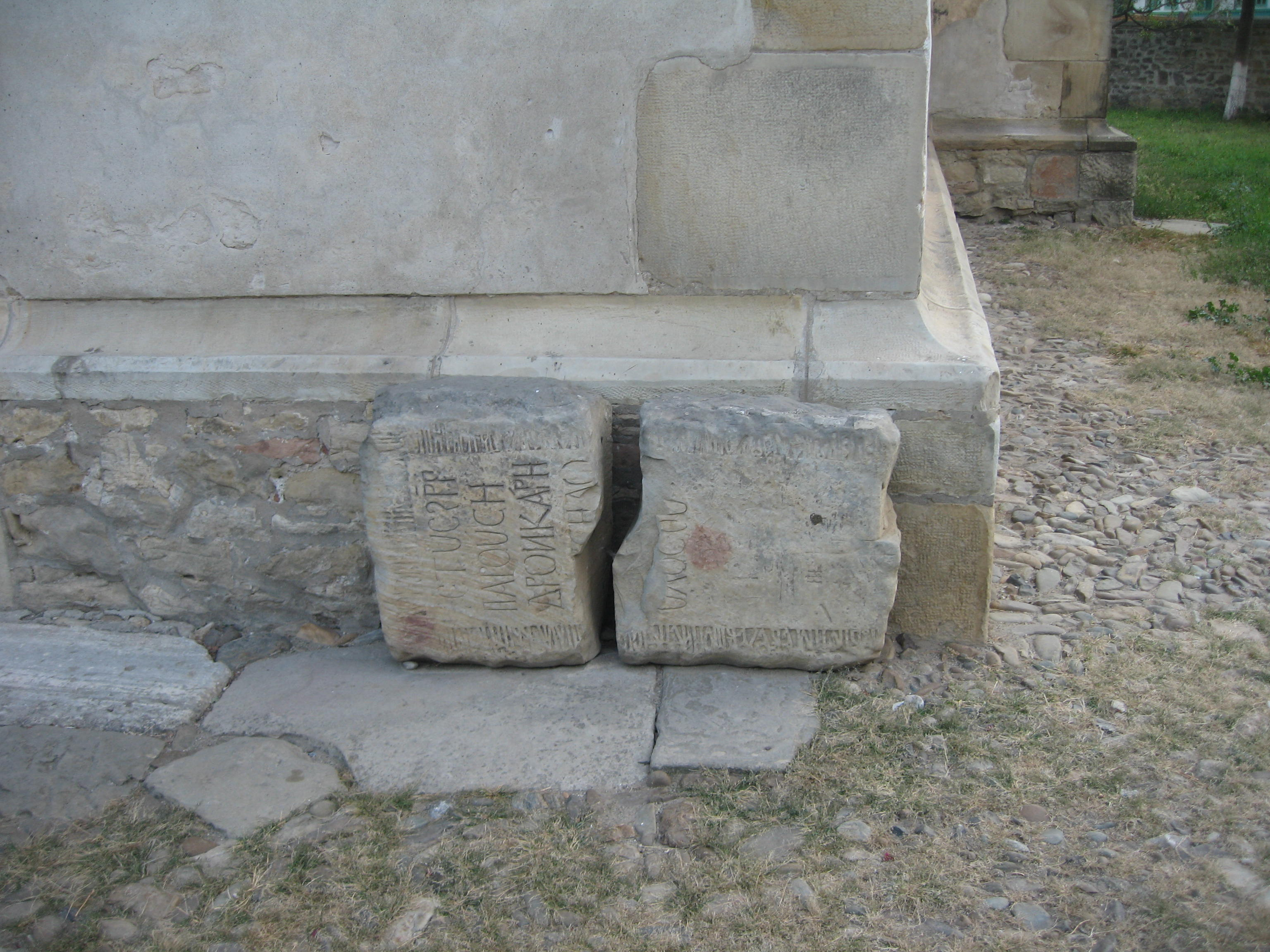
Piatră veche de mormânt în curtea bisericii